# Barázdáshangya-formák

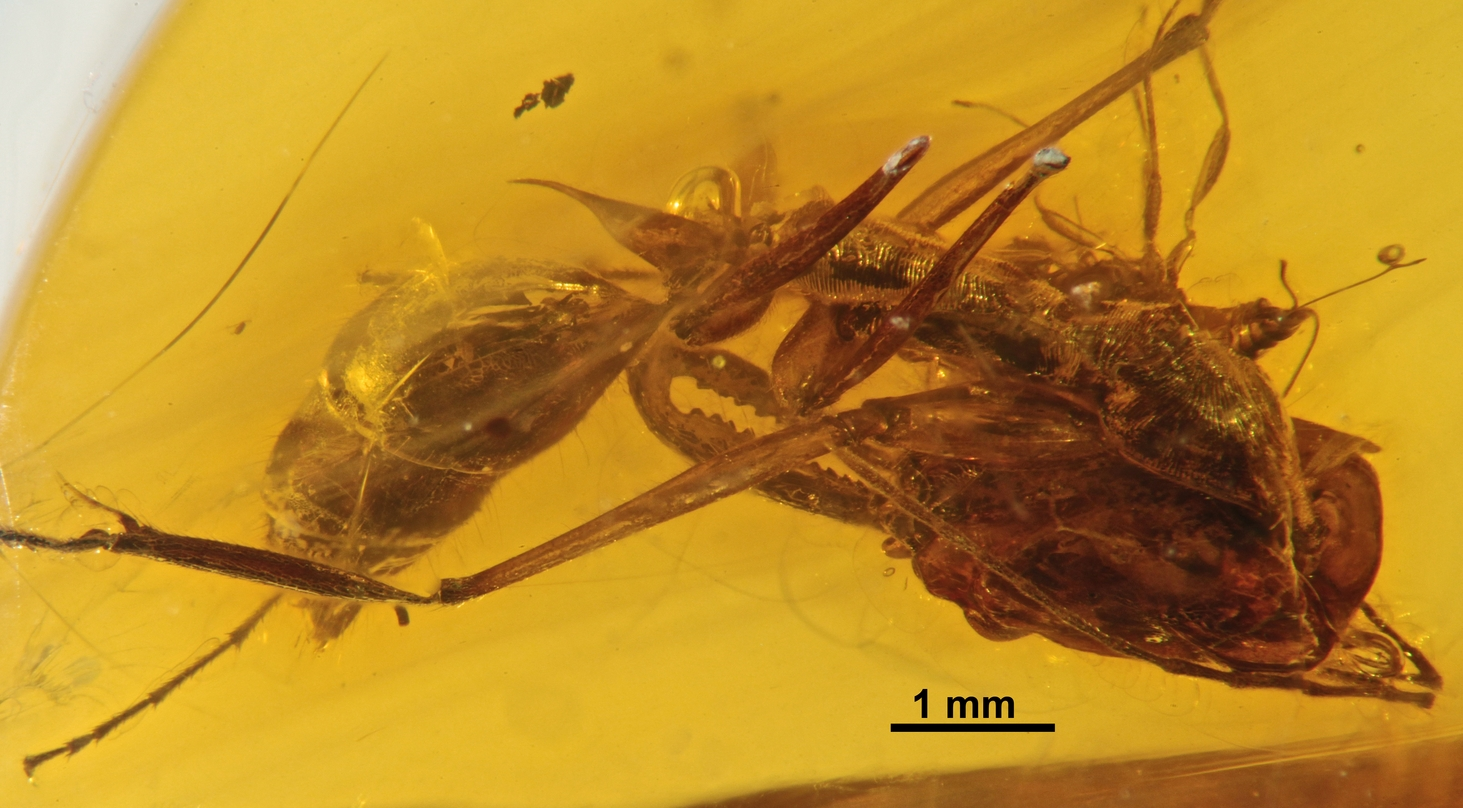
Borostyánba zárt, fosszilis Odontomachus spinifer

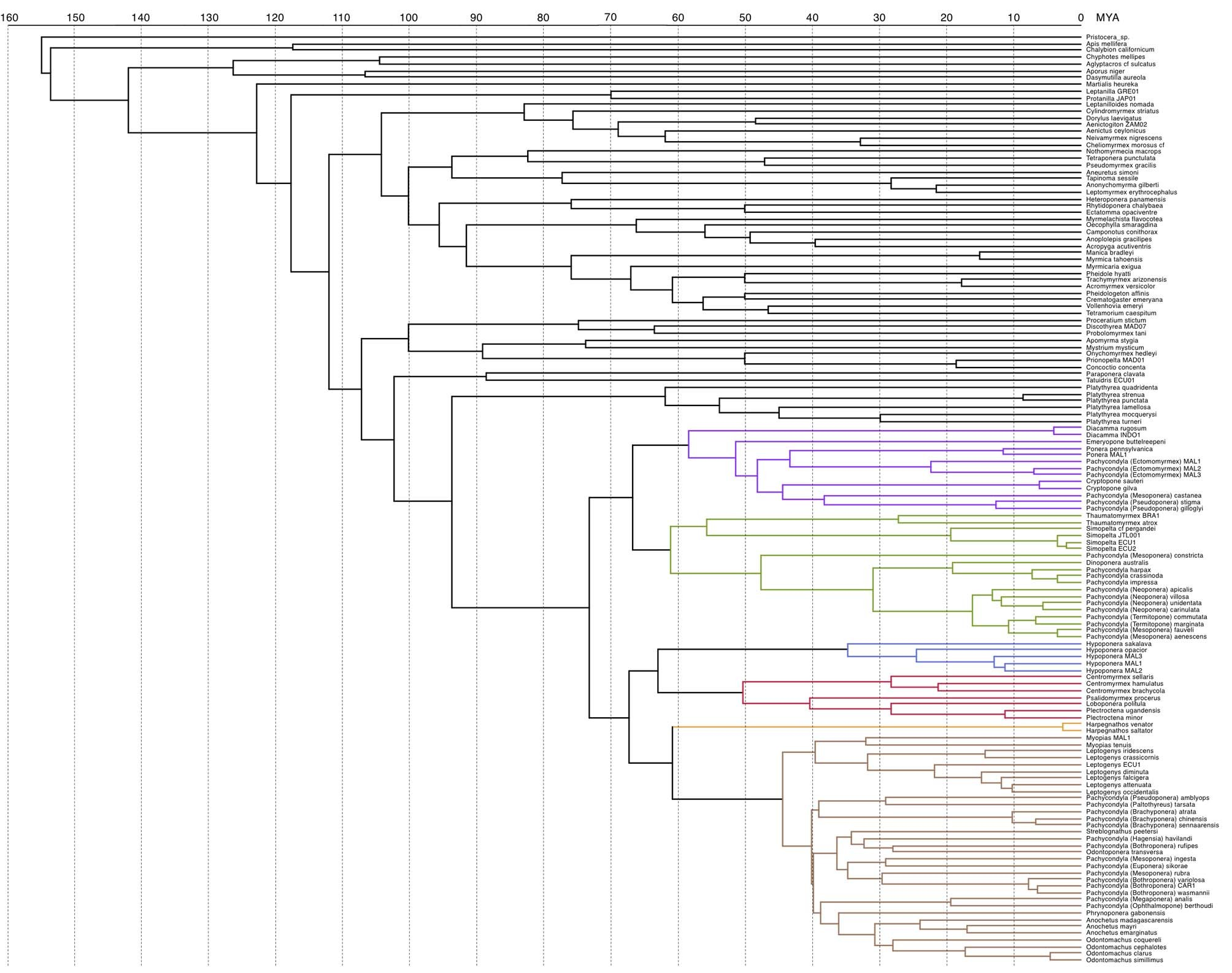
A barázdáshangya-formák kladogramja C. SCHMIDT (2013) alapján

A barázdáshangya-formák (Ponerinae) a hártyásszárnyúak (Hymenoptera) fullánkosdarázs-alkatúak (Apocrita) alrendjébe sorolt hangyák (Formicidae) családjának egyik alcsaládja három nemzetséggel, több mint 30 nemmel. Egy ideig ebbe az alcsaládba sorolták a gömböchangyákat és a buldoghangyákat is; ezeket most gömböchangyaformák (Proceratiinae), illetve buldoghangyaformák (Myrmeciinae) néven külön alcsaládokba vonják össze.

## Származásuk, elterjedésük
Hagyományosan ezeket tekintik a legősibb hangyáknak és ezzel a poneromorf („barázdáshangya-típusú”) hangyák csoportjának névadói. A csoportnak barázdás- és a gömböchangyákon túl még számos, viszonylag kis fajszámú alcsaládja van, de azok fajai nálunk nem élnek.
Magyarországon három nemének négy faja honos:
- fekete barázdáshangya (Ponera coarctata),
- sárga barázdáshangya (Ponera testacea),
- sárga vakondhangya (Cryptopone ochracea),
- déli redőshangya (Hypoponera punctatissima)

Közülük sokáig csak a fekete barázdáshangyát (Ponera coarctata) ismerték fel; a további három fajt a 20. században írták le.

## Megjelenésük, felépítésük
Karcsú, henger alakú, fullánkos hangyák. Rendszerint tégla alakú potrohnyelük egyízű. Potrohuk az első és második szelvény között mélyen befűződött — ez a poneromorf hangyák fő jellegzetessége (Tartally).
Lárváik mozgékony teste a hangyafajok nagy többségétől eltérően testtájakra tagolt, rágóik pedig olyan fejlettek, hogy a bolyba hurcolt táplálékdarabokat önállóan meg tudják enni (Urania, p. 303.).

## Életmódjuk, élőhelyük
Valamennyi fajuk ragadozó; csaknem kizárólag más rovarokra vadásznak. A potrohnyél utáni mély befűződés rendkívül hajlékonnyá teszi őket, aminek eredményeként a rágóikkal megfogott zsákmányt a fullánkjukkal könnyen meg tudják szúrni. Kolóniáik kicsik, és az államalapító királynők, majd később a dolgozók magányosan járnak vadászni (Tartally).
A Texasban élő Leptogenys elongata főleg földi ászkákkal él, más fajok nagy, zárt csapatokban a termeszvárakat rabolják ki.
Egyes fajaik ugrani vagy pattogni is tudnak. Biró Lajos Új-Guineában figyelt meg ilyen pattogó hangyákat:
„Messze bent a lemieni őserdőben sajátságos hangyákat gyűjtöttem. Ha a hangyákat zavarjuk, mozdulatlanul meglapulnak. Ha a veszély elmúlt, percekig várnak még, míg végre lassan, óvatosan megindulnak. Rágóik, szertelenül szétnyitva védelemre, készen állnak, annyira hátrafelé, mint másféle hangyákon vagy rovarokon a csápok. Amint nedvesített gombostűvel vagy faszálkával közeledtem felé, halk pattanás hallatszott s a hangya abban a pillanatban eltűnt, bolhaként elugrott. Az az ugrás, melyet e kis hangya így rágói segítségével megtenni képes, aránylag rendkívül nagy. A legtöbb 20–35 cm-nyi ugrást tett.”
Erről a képességéről kapta nevét az ugróhangya (Harpegnathos) nem. Az indiai ugróhangya (Harpegnathos cruentatus) szöcskeként ágról ágra ugrálva nagyobb távolságokat tehet meg.
Lárváik kokonban bábozódnak. de a kokont nem tudják megszőni (Tartally), ha a dolgozók nem hordanak köréjük törmeléket (például egy kevés tőzeget).

## Rendszertani felosztásuk
Az alcsaládot három nemzetségre bontják több, mint 30 recens és négy kihalt nemmel. Két további kihalt nem nemzetségbe sorolatlan.
- barázdáshangya-rokonúak nemzetsége (Ponerini):
  - csapóhangya (Anochetus)
  - Asphinctopone
  - Austroponera
  - Belonopelta
  - Boloponera
  - Bothroponera
  - Centromyrmex
  - Corrieopone
  - vakondhangya (Cryptopone)
  - bordáshangya (Diacamma)
  - sárkányhangya (Dinoponera)
  - Dolioponera
  - tőröshangya (Ectomomyrmex)
  - Emeryopone
  - Feroponera
  - Fisheropone
  - ugróhangya (Harpegnathos)
  - redőshangya (Hypoponera)
  - Iroponera
  - ászkahangya (Leptogenys)
  - Loboponera
  - Mayaponera
  - matabelehangya (Megaponera)
  - Myopias
  - pattanóhangya (Odontomachus)
  - fogashangya (Odontoponera)
  - inkahangya (Pachycondyla)
  - Parvaponera
  - Phrynoponera
  - bűzöshangya (Paltothyreus)
  - pondróölőhangya (Plectroctena)
  - barázdáshangya (Ponera)
  - Promyopias
  - Psalidomyrmex
  - Pseudoponera
  - Rasopone
  - Simopelta
  - Streblognathus
  - †Archiponera
  - †Cephalopone
  - †Cyrtopone
  - †Messelepone
  - †Protopone
- Platythyreini nemzetség egy nemmel:
  - Platythyrea
- villáshangya-rokonúak (Thaumatomyrmecini) nemzetsége egy nemmel:
  - villáshangya (Thaumatomyrmex)
- Nemzetségbe sorolatlan:
  - †Archiponera
  - †Poneropsis

Egyes szerzők az inkahangya (Pachycondyla) nemből elkülönítik az
- indiánhangya nemet (Neoponera; EMERY, 1901):
  - horpadtbütykű indiánhangya (Neoponera inversa; F. SMITH, 1858)
  - közönséges indiánhangya (Neoponera villosa; FABRICIUS, 1804)